# 映画みたいな恋したい
『映画みたいな恋したい』（えいがみたいなこいしたい）は、1990年12月22日から1993年9月25日まで毎週土曜日23:30 - 翌0:00（JST）に、テレビ東京系列で放送されたテレビドラマ。日本ビクター（現・JVCケンウッド）の一社提供。制作はオフィス・トゥー・ワンが担当。
古今東西の映画をモチーフにしたストーリーによって構成される1話完結のオムニバス形式のドラマで、若手や新人の俳優・女優・アイドル・タレントがキャスティングされていた。

## 放送リスト・出演者

### 1990年
- ホワイト・クリスマス（12月22日）：石田ゆり子、今井雅之
- 大逆転（12月29日）：

### 1991年
- 恋しくて（1月5日）：河合美智子、佐久間哲
- アメリカン・グラフィティ（2月2日）：内藤剛志、沖直未
- ハワード・ザ・ダック（2月9日）：竹内力、長島裕子
- クロコダイル・ダンディー（2月16日）：田中律子、山口祥行
- 危険な情事（2月23日）：辻沢杏子
- 知りすぎていた男（3月2日）：宮川一朗太、山下容莉枝
- 48時間（3月9日）：香川照之、船田幸
- 眠れぬ夜のために（3月16日）：藤田朋子、別所哲也
- ゴールデン・チャイルド（3月23日）：菊池健一郎、花島優子
- 摩天楼はバラ色に（3月30日）：緒形幹太、高島礼子、吉田真里子
- 麗しのサブリナ（4月6日）：石田ゆり子、彦摩呂、澤田謙也、川嶋朋子、建部和美、松村賢雄、江村智春
- シャレード（4月13日）：中村由真、南渕一輝
- パリの恋人（4月20日）：中山忍、保阪尚輝
- パリで一緒に（4月27日）：相川恵里、豊原功補
- ある日どこかで（5月4日）：柄沢次郎、西條晴美
- シー・オブ・ラブ（5月11日）：西村知美、西村和彦
- マンハッタン物語（5月18日）：裕木奈江
- 大災難（5月25日）：星野由妃、勝俣州和
- ジョーズ（6月1日）：大西結花、西山浩司
- レイダース 失われた聖櫃（6月15日）：彦摩呂、白島靖代、浅川剣介、片岡新兵衛、沢井小次郎、賀川黒之助
- フェリスはある朝突然に（7月6日）：田山真美子、宮下直紀
- ブレックファスト・クラブ（7月27日）：宮澤美保
- 鳥（8月3日）：原田和代、保阪尚輝
- サイコ（8月10日）：島崎和歌子、高良隆志
- 泥棒成金（8月17日）：勝俣州和、長田江身子
- トパーズ（8月24日）：本田理沙
- ゴースト ニューヨークの幻（8月31日）：河合美智子、網浜直子
- ストリート・オブ・ファイヤー（9月7日）：沢向要士、金子美香
- 誘惑（9月14日）：國實唯理
- 巴里祭（9月21日）：七瀬なつみ
- ニキータ（9月28日）：七瀬なつみ、池田政典
- ロミオとジュリエット（10月5日）：杉山亜矢子、木村拓哉、安加賀智子、池内舞美、田村亜耶
- 愛と青春の旅立ち（10月12日）：高橋リナ、和泉史郎
- 誰がために鐘は鳴る（10月19日）：越智静香、羽賀研二
- さよならコロンバス（10月26日）：森山祐子、波方清
- ヘッドライト（11月2日）：緒形幹太、篠原涼子
- 13日の金曜日・完結編（11月9日）：芳本美代子、前田真之輔
- 恋におちて（11月16日）：西川忠志、井上彩名、中村綾
- 心みだれて（11月23日）：宮川一朗太、中村綾
- レ・ミゼラブル（11月30日）：荒井乃梨子、三野輪有紀、湯江健幸
- ゴッド・ファーザー（12月7日）：別所哲也、水野真紀、矢田裕貴
- 華麗なるギャツビー（12月14日）：安永亜衣
- ホワイト・クリスマス（12月21日）：伊藤智恵理、住田隆
- ある愛の詩（12月28日）：宮下直紀、小高恵美、ただのあつ子、吉田晃太郎

### 1992年
- 恐怖の報酬（1月4日）：高良隆志、中條かな子
- プリティ・イン・ピンク（1月11日）：神田利則、伊藤美紀
- 愛は静けさの中に（1月18日）：生稲晃子、榊原利彦
- アンタッチャブル（1月25日）：生稲晃子、川崎麻世
- 星の王子 ニューヨークへ行く（2月1日）：山下規介、西村舞子
- ペーパームーン（2月8日）：松原千明、川野太郎、井村翔子
- 恋しくて（2月15日）：酒井法子、中山秀征、浅川仁義
- 星の王子様（2月22日）：喜多嶋舞、渡辺博貴
- すてきな片想い（3月7日）：柴山智加、柳沢超
- アニマル・ハウス（3月14日）：北岡夢子、松原桃太郎
- ハートブルー（3月21日）：結城めぐみ、井上晴美、石坂誠隆、佐藤健太
- 愛と哀しみの果て（3月28日）：結城めぐみ、井上晴美、石坂誠隆、佐藤健太、石井洋祐
- 摩天楼はバラ色に（4月4日）：佐藤忍、木村拓哉、信達谷圭
- ハート泥棒（4月11日）：立花理佐、角田英介
- 月を追いかけて（4月18日）：武田真治、藤谷美紀
- 愛と青春の旅立ち（4月25日）：大西結花、鈴木杏樹、岡田麻美、米岡功樹
- バック・トゥ・ザ・フューチャー（5月2日）：小川範子、工藤正貴、馬場みどり
- 結婚の条件（5月16日）：伊藤つかさ、光石研
- 歌え!ロレッタ愛のために（5月23日）：中島ひろ子、北原歩
- ある日どこかで（5月30日）：TARAKO、斉藤隆治
- ローマの休日（6月13日）：西村知美、東根作寿英、平山さとみ
- 麗しのサブリナ（6月20日）：鳥越マリ
- シャレード（6月27日）：小牧ユカ、八木橋修
- ティファニーで朝食を（7月4日）：岡安由美子、山口良一
- ゴースト・ニューヨークの幻（7月11日）：安永亜衣、西川忠志、墨田ユキ、梨本謙次郎
- 夢の降る街（7月25日）：佐野量子、片岡新兵衛
- ぼくの美しい人だから（8月8日）：川島なお美、野村祐人
- フレンチ・グラフィティ（8月15日）：細川ふみえ、中村亘利
- バード・オン・ワイヤー（8月22日）：根岸大介、中村綾、深見亮介
- アメリカン・グラフィティ（8月29日）：伊藤智恵理、松永麗子
- 恋のためらい（9月5日）：可愛かずみ、ひかる一平
- 心の旅（9月12日&19日）：飯島直子、布川敏和、村岡英美
- 恋人をつくる20の方法（9月26日）
- 愛に勝つ20の方法（10月3日）
- ミッドナイト・ラン（10月10日）：島崎和歌子、長岡尚彦、時田成美
- リトル・ダーリング（10月17日）：櫻井淳子、増田未亜、大森嘉之
- プリティ・イン・ピンク（10月31日）：寺尾友美、雅まさ彦
- ツインズ（11月14日）：嶋大輔、あいだもも
- インディ・ジョーンズ（11月28日）：中山秀征、越智静香
- 小さな恋のメロディ（12月5日＆12日）：有森也実、薬丸裕英
- トップガン（12月19日）：佐藤敦啓、佐藤寛之、渋谷琴乃
- メリークリスマスを君に（12月26日）：山本淳一、佐倉しおり

### 1993年
- ファール・プレイ（1月9日&16日）：前田耕陽、喜多嶋舞、片岡礼子
- ハード・ウェイ（1月23日）：水野美紀、朝倉圭矢、伊東佐知子、森崎めぐみ
- のるかそるか（1月30日）：西野妙子、鼓太郎
- 大災難（2月6日）：清水由貴子、松原潤、家富ヨウジ
- トゥルー・カラーズ（2月13日）：辻輝猛、三浦理恵子、西守正樹
- マラソンマン（2月20日）：渡嘉敷勝男、村上聡美、内藤まゆみ
- 我等の仲間（2月27日）：長澤ユキオ
- ペーパー・ムーン（3月6日）：エド山口、松島エリース
- 恋のゆくえ（3月13日）：鈴木杏樹、影丸茂樹
- クロコダイル・ダンディー2（3月20日）：デビット伊東、松本友里
- チャイナタウン（3月27日）：光岡ディオン、三浦浩一、堀光昭
- 愛と死の間で（4月17日）：川越美和、湯江健幸
- ローズマリーの赤ちゃん（4月24日）：芳本美代子、松永博史、中丸新将
- 刑事ジョン・ブック 目撃者（5月1日）：南青山少女歌劇団
- パトリオット・ゲーム（5月8日）：長江健次、安原麗子、菊池あゆみ
- レッド・オクトーバーを追え!（5月15日）：菊池あゆみ、安原麗子
- 告発の行方（5月22日）：生稲晃子
- 死の接吻（5月29日）：岩井由紀子、ミスターちん
- 俺たちは天使じゃない（6月12日）：清水貴博、中島ひろ子
- 泥棒成金（6月19日）：神保悟志、新田恵利
- ハートブルー（6月26日）：山本陽一、羽田惠理香（現・はねだえりか）、宮原邦浩
- 飲んだら女に手を出すな!（7月10日）：北原佐和子、大浦龍宇一
- 危険な情事・甘い言葉にご用心!（7月24日）：田中広子、渡辺いっけい
- 結婚前に清算すべきこと（7月31日）：河合奈保子、藤東勤、大沢健
- インディ、キャンプ場へ急行!（8月7日）：加倉井えり、小栗香織
- 老神の伝説（8月14日）：菊池孝典、高梨亜矢
- 潮風のいたずら（8月21日）：菊池孝典、原久美子
- 最後の聖戦（8月28日）：菊池孝典、髙田万由子
- 不法侵入（9月4日）：星遙子、野添義弘
- 個人教授（9月11日）：桂木文、神田利則
- あの夏、君を忘れない（9月18日）：宮崎淑子、藤タカシ
- アメリカン・ジゴロ（9月25日（最終話））：水谷あつし、青山知可子

## スタッフ
- 脚本：岡田惠和、古庄淳、福古田卓郎 ほか
- 演出：市野龍一、平田道夫、新井三郎、ほか
- プロデューサー：渡辺つとむ（テレビ東京）、橋本かおり（テレビ東京）

## 備考
- 2007年4月から9月までテレビ岩手で月曜〜木曜 15:55 - 16:25に放送された。